# Abisso Revel

L'Abisso Enrico Revel  è una voragine verticale a salto unico di oltre 316 metri di profondità, che per diversi anni ha detenuto il primato mondiale di verticale unica più profonda.

## Descrizione
L'abisso si apre al margine orientale dell'altopiano carsico della Vetricia con un'enorme spaccatura di forma approssimativamente ellittica delle dimensioni di 55x9 metri, l'estremità settentrionale dell'ingresso è a quota 1453 m. (quella meridionale circa 15 metri più in basso). La cavità, come d'altronde quasi tutte le altre della Vetricia, ha avuto chiaramente un'origine prevalentemente tettonica, probabilmente per l'allargamento di due fratture parallele: il fenomeno carsico ha avuto un ruolo secondario nella genesi della stessa.
L'abisso è conosciuto da tempo immemorabile dagli abitanti del luogo, ma solo nel 1931 alcuni speleologi del Gruppo Speleologico Fiorentino riuscirono a conquistarne la base, utilizzando scalette di corda. Sul fondo si trova un perenne accumulo di neve ghiacciata.